# Абдаллах І ібн Ібрагім
Абу'л-Аббас Абдаллах І ібн Ібрагім ібн аль-Аглаб (араб. أبو العباس عبد الله بن إبراهيم أو أبو العباس عبد الله; д/Н — 817) — 2-й емір держави Аглабідів в 812—817 роках.

## Життєпис
Походив з династії Аглабідів. Старший син еміра Ібрагіма I. Про дату народження та молоді роки відомостей обмаль.
811 року очолив війська, що рушили проти берберського племені хаввара, яке належало до секти хариджитів, що повстало в Триполітанії. Завдавши спочатку поразки хаввара біля Триполі Абдаллах стикнувся з Абд аль-Ваххаб, імамом Рустамідів. Під час бойових дії довідався про смерть батька. Тому уклав мир із супротивником, повернувшись до Кайруана. Тут став новим еміром.
Загалом дотримувався внутрішньої політики попередника. У зовнішній політиці намагався дотримуватися мирних відносин з Візантійською імперією, уклавши 812 року перемир'я на 10 років. Основну загрозу вбачав в Рустамідах.
У 816 році впровадив податок на посіви готівкою замість звичайної десятини в натуральній формі. Цей податок спричинив заворушення та спротив населення, оскільки протирічив Корану. Помер раптово у 817 році. Йому спадкував брат Зіядет-Аллах I.